# Núcleo Museológico do IVBAM
O Núcleo Museológico do IVBAM - Instituto do Vinho, Bordado e Artesanato da Madeira é um museu situado na baixa do Funchal, ilha da Madeira.

## Características
O museu reúne uma importante coleção de bordados da Madeira, dos séculos XIX e XX, exposta em diversos trajes e em conjunto com outros adereços, e mostra os processos de execução do bordado madeirense e a sua história.
Além dessa coleção de bordados da Madeira está, também, recriado o ambiente do Romantismo de uma casa madeirense, através da exposição de peças de mobiliário Hepplewhite, Sheraton e Vitoriano do século XVIII e XI, que ficou a dever-se à presença de uma comunidade britânica na ilha da Madeira, ligada ao negócio do vinho e depois do bordado, que soube expandir a sua influência. Os estilos decorativos ingleses foram, indubitavelmente, preponderantes nas classes mais abastadas da ilha.